# Stephan G. Thomas
Stephan G. Thomas (* 29. August 1910 in Berlin; † 4. Juni 1987 in Bonn-Bad Godesberg) war ein deutscher Journalist.

## Leben und Wirken
Thomas kam als Sohn des Arbeiters Thomas Grzeskowiak in Berlin zur Welt. Nach Abschluss der Volksschule absolvierte er ab 1925 eine dreijährige Ausbildung zum Maschinenschlosser. Ab 1930 besuchte er den Arbeiter-Abiturientenkurs an der Karl-Marx-Schule im Berliner Bezirk Neukölln und holte 1933 das Abitur nach. Anschließend studierte er Rechts- und Staatswissenschaften sowie Slawistik an der Deutschen Hochschule für Politik in Berlin, den Universitäten Berlin und Warschau und der London School of Economics. 1939 schloss er mit Diplom an der Deutschen Hochschule für Politik ab. Er wurde zum Kriegsdienst eingezogen und geriet 1942 in britische Gefangenschaft, aus der er 1945 heimkehrte. Von 1945 bis 1947 war er im Polizeidienst in Hannover tätig.
Früh hatte Thomas die Nähe zur Sozialdemokratie gesucht. Er war seit 1925 gewerkschaftlich organisiert und seit 1930 Mitglied in der SPD. Ab 1945 gehörte er zum engeren Mitarbeiterkreis um Kurt Schumacher und war von 1947 bis 1966 Leiter des Ostbüros der SPD. Seine Ablösung erfolgte durch Herbert Wehner. 1966 ging er als Direktor der Internationalen Abteilung zur Friedrich-Ebert-Stiftung.
Von 1968 bis 1975 war er Chefredakteur und Programmdirektor der Hauptabteilung Aktuelles Programm des Deutschlandfunks. Nach seiner Pensionierung übernahm er Funktionen in verschiedenen internationalen Organisationen, darunter als Geschäftsführender Vorsitzender der Deutsch-Englischen Gesellschaft und als Vizepräsident der Deutschen Atlantischen Gesellschaft.

## Ehrungen
- 1975: Großes Verdienstkreuz der Bundesrepublik Deutschland
- 1986: Großes Verdienstkreuz mit Stern der Bundesrepublik Deutschland